# Saint-Martin-de-Fresnay
Saint-Martin-de-Fresnay è una località e un comune francese soppresso di 1 347 abitanti situato nel dipartimento del Calvados nella regione della Normandia.
Nel 1973 fu accorpato al comune di L'Oudon.